# Daniele Ruffinoni
Daniele Ruffinoni (Susa, 10 marzo 1882 – Torino, 26 aprile 1966) è stato un ingegnere italiano.

## Biografia
Daniele Ruffinoni, originario di Susa, si trasferisce a Torino per intraprendere gli studi che lo porteranno a conseguire il diploma in studi classici. Successivamente si iscriverà all'allora Scuola di Applicazione per gli Ingegneri e gli Architetti, l’odierno Politecnico, laureandosi in ingegneria civile nel 1906.
Appassionato di pittura Ruffinoni entra in contatto con noti 
studi pittorici torinesi tra i quali quello del pittore di Felice Casorati. Avviato al lavoro, instaura la propria attività professionale 
nel capoluogo piemontese dove conosce Giovanni Chevalley, ingegnere più anziano e collaboratore del conte Carlo Ceppi (1829 - 1921), ingegnere 
idraulico e insigne architetto civile già professore di architettura nella Regia Università.

## Il periodo cinese
Nel 1913 si trasferisce in Cina dove realizza, per conto dell’Associazione Nazionale per Soccorrere i Missionari Italiani (ANSMI), nella 
locale concessione italiana di Tientsin (l’attuale città di Tianjin), i principali edifici amministrazivi e di servizio tra cui: l’Ospedale civile(1914), l’Istituto scolastico femminile, la cappella e un isolato di residenze e la prigione. 
Nello stesso ambito realizza, per il Governo italiano, la sede della Municipalità ed altri fabbricati ad essa annessi quali il fabbricato dei servizi generali, le relative scuderie, e l’Ufficio delle tasse. Rientrerà in Italia nel 1915 a seguito della morte del fratello.